# HMS Ariel (1781)
Pour les autres navires du même nom, voir HMS Ariel.
Le HMS Ariel est un brick de 16 canons construit en 1782 pour la Royal Navy. Il est revendu en 1802.